# Феттель, Себастьян
Себа́стьян Фе́ттель (нем. Sebastian Vettel [zeˈbasti̯an ˈfɛtəl]; 3 июля 1987, Хеппенхайм, Гессен) — немецкий автогонщик. Четырёхкратный чемпион мира серии Формула-1 — 2010, 2011, 2012 и 2013 годов, при этом становился самым молодым обладателем соответствующего количества титулов (в 2010 — самый молодой чемпион, в 2011 — самый молодой двукратный, в 2012 — самый молодой трёхкратный, в 2013 — самый молодой четырёхкратный), также трижды становился вице-чемпионом (2009, 2017, 2018) и один раз — бронзовым призёром (2015). Также установил множество достижений в категории «самый молодой» — он является самым молодым вице-чемпионом мира (2009), обладателем поул-позиции (Гран-при Италии 2008), а также являлся самым молодым участником чемпионата, набравшим очки (Гран-при США 2007 года) до сезона 2014 года, когда этот рекорд был побит российским гонщиком Даниилом Квятом. В 2010 году Феттель был признан лучшим спортсменом года в Германии. 28 июля 2022 года объявил о завершении карьеры после окончания сезона.
Карьеру в Формуле-1 начал тестовым пилотом в команде BMW с Гран-при Турции 2006 года. Дебют на трассе состоялся на Гран-при США 2007 года, где Феттель заменял травмированного Роберта Кубицу. Начиная с Гран-при Венгрии в сезоне 2007 и до конца 2008 года выступал за команду Toro Rosso. С 2009 по 2014 год выступал за команду «Ред Булл», затем подписал трёхлетний договор с командой «Феррари». С 2021 по 2022 год — пилот «Астон Мартин».

## Персональные данные
Себастьян Феттель родился 3 июля 1987 года в городе Хеппенхайм, Германия. Он был третьим ребёнком в семье, его старших сестёр зовут Мелани и Стефани, а младшего брата Фабиан. По его словам, он ужасно учился в школе, а его кумирами детства были «три Майкла»: Шумахер, Джексон и Джордан. Феттель хотел стать певцом, но быстро осознал, что у него нет голоса, и расстался с этой мечтой. Живёт в Швейцарии среди других[каких?] гонщиков и является поклонником немецкой футбольной команды «Айнтрахт».
Две дочери: Эмили (род. 12.01.2014) и Матильда (род. в сентябре 2015), а также сын (род. 28.11.2019) от подруги Ханны.
Феттель даёт имена всем машинам, на которых выступает в Формуле-1:
- 2021 — Aston Martin AMR21 — Медовый всадник (Honey Rider) — женский персонаж в фильме о Бонде «Доктор Ноу».
- 2020 — Ferrari SF1000 — Люсилла (Lucilla). Имя было оглашено самим Себастьяном 12 марта в преддверии несостоявшегося ГП Австралии-2020.
- 2019 — Ferrari SF90 — Лина (Lina). После первого дня предсезонных тестов Себастьян сказал: «Я действительно в раздумьях. Если бы я называл машины мужскими именами, то Мэтт (прим. matt (англ.) — матовый, ливрея Феррари в 2019 матовая) вполне бы подошло, но, разумеется, имя должно быть женским. Так что я ещё подумаю.»
- 2018 — Ferrari SF71H — Лория (Loria). Изначально команда Феррари сообщила, что имя новой машины Себастьяна — Глория, но впоследствии сам Феттель поправил ошибку своей команды в одном из интервью.
- 2017 — Ferrari SF70-H — Джина (Gina), сокращённо от Реджина (Regina), что на латыни означает «Королева».
- 2016 — Ferrari SF16-H — Маргарита (Margherita).
- 2015 — Ferrari SF15-T — Ева (Eva).
- 2014 — Red Bull RB10 — Сьюзи (Suzie).
- 2013 — Red Bull RB9 — Голодная Хайди (Hungry Heidi).
- 2012 — Red Bull RB8 — Эбби (Abbey).
- 2011 — Red Bull RB7 — Соблазнительная Кайли (Kinky Kylie).
- 2010 — Red Bull RB6 — Сексапильная Лиз (Luscious Liz), Похотливая Мэнди (Randy Mandy).
- 2009 — Red Bull RB5 — Кейт (Kate), Грязная сестричка Кейт (Kate’s Dirty Sister).
- 2008 — Toro Rosso STR3 — Джулия (Julie).

Помимо этого, немец говорит свободно на трёх языках: на своём родном немецком, английском и итальянском. Иногда Феттель разговаривает также на двух других языках: французском и финском.

## Карьера

### Юниорские серии

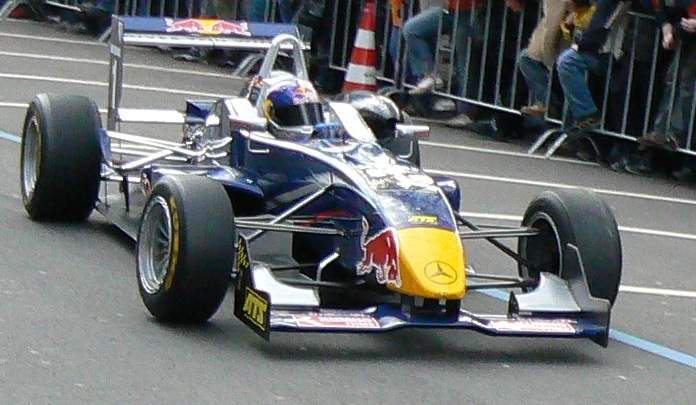
Феттель демонстрирует болид Евросерии Формулы-3 в 2006 году.

Феттель начал участие в гонках с картинга в 1995 году, стал обладателем нескольких чемпионских титулов, например, в чемпионате Юниоров по картингу в Монако (2001). В 2003 году он перешёл в серии болидов с открытыми колёсами и выиграл чемпионат Немецкой Формулы-БМВ, одержав 18 побед в 20 гонках.
В 2005 году он участвовал в Евросерии Формулы-3 за команду ASL Mucke Motorsport. Он закончил сезон пятым с 64 очками и стал обладателем звания «новичок года». Он не смог одержать победы в гонке, но это было во многом связано с доминированием Льюиса Хэмилтона. Также он протестировал болид Формулы-1 Williams FW27 27 сентября 2005 года в качестве награды за успехи в Формуле-БМВ. Затем он отправился на тесты команды BMW Sauber.
Феттель закончил сезон 2006 Евросерии Ф3 вторым, вслед за напарником по команде ASM Formule 3 Полом ди Рестой. Также он дебютировал в Мировой Серии Рено на этапе в Мизано, и стал победителем после дисквалификации Пастора Мальдонадо. На следующем этапе в Спа-Франкоршам, ему практически отрезало палец, и он выбыл из гонок на несколько недель. Тем не менее, он принял участие в Формула-3 Мастерс на трассе Зандвоорт всего через неделю, и финишировал шестым. Также он показал третье лучшее время на круге, удивив этим владельца команды ASM Фредерика Вассеура. Вассеур сказал: «Я был поражён, потому что был уверен, что он не сможет участвовать! Но он показал хорошее время на тренировках. Я не уверен, что он готов на 100 процентов, но я знаю, что мы будем конкурентоспособными на следующем этапе Евросерии Формулы-3 в Нюрбургринге — это самое главное.»

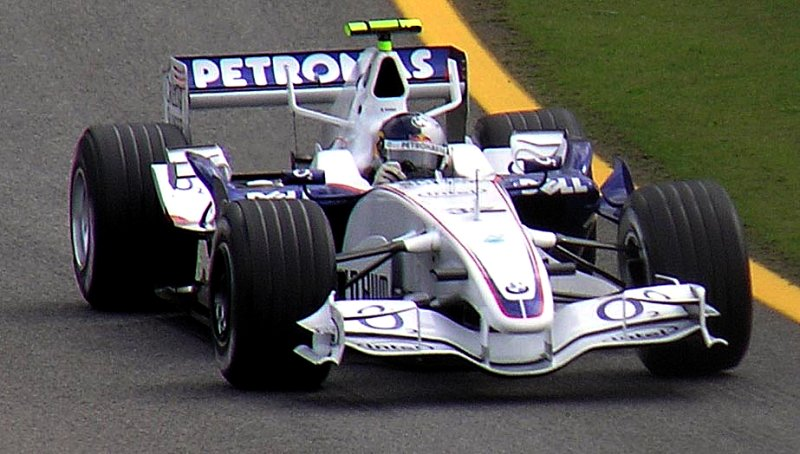
Феттель на пятничной практике Гран-при Бразилии 2006 года.

Феттель стал третьим пилотом BMW Sauber начиная с Гран-при Турции 2006 года, после того как бывшего третьего пилота Роберта Кубицу назначили основным пилотом, вместо Жака Вильнёва на Гран-при Венгрии 2006 года.
Феттель поразил всех своим дебютом на тестах, установив быстрейшее время на второй свободной пятничной практике Гран-при Турции 2006 года. Молодой немец также произвёл хорошее впечатление на второй тестовой сессии Гран-при Италии 2006 года, установив лучшее время за всю пятницу, и в течение всего гоночного уик-энда пилоты BMW были очень быстры, Роберт Кубица финишировал на подиуме в этой гонке.
Он был подтверждён в качестве тест-пилота BMW Sauber в 2007 году и продолжил выступать в Мировой Серии Рено, где он одержал свою первую победу на легендарной трассе Нюрбургринг. Он лидировал в чемпионате перед тем как насовсем перейти в Формулу-1, и на его место пришёл Михаэль Аммермюллер.

### Формула-1

#### Сезон 2007
В 2007 году Феттель заменил на Гран-при США получившего травму на Гран-при Канады Кубицу. Себастьян стартовал 7-м за рулём BMW и финишировал на 8-м месте. Следующие три Гран-при Феттель был тест-пилотом BMW, а начиная с Гран-при Венгрии стал основным пилотом в команде Toro Rosso, подписав контракт и на сезон 2008 года.

#### Сезон 2008. Toro Rosso

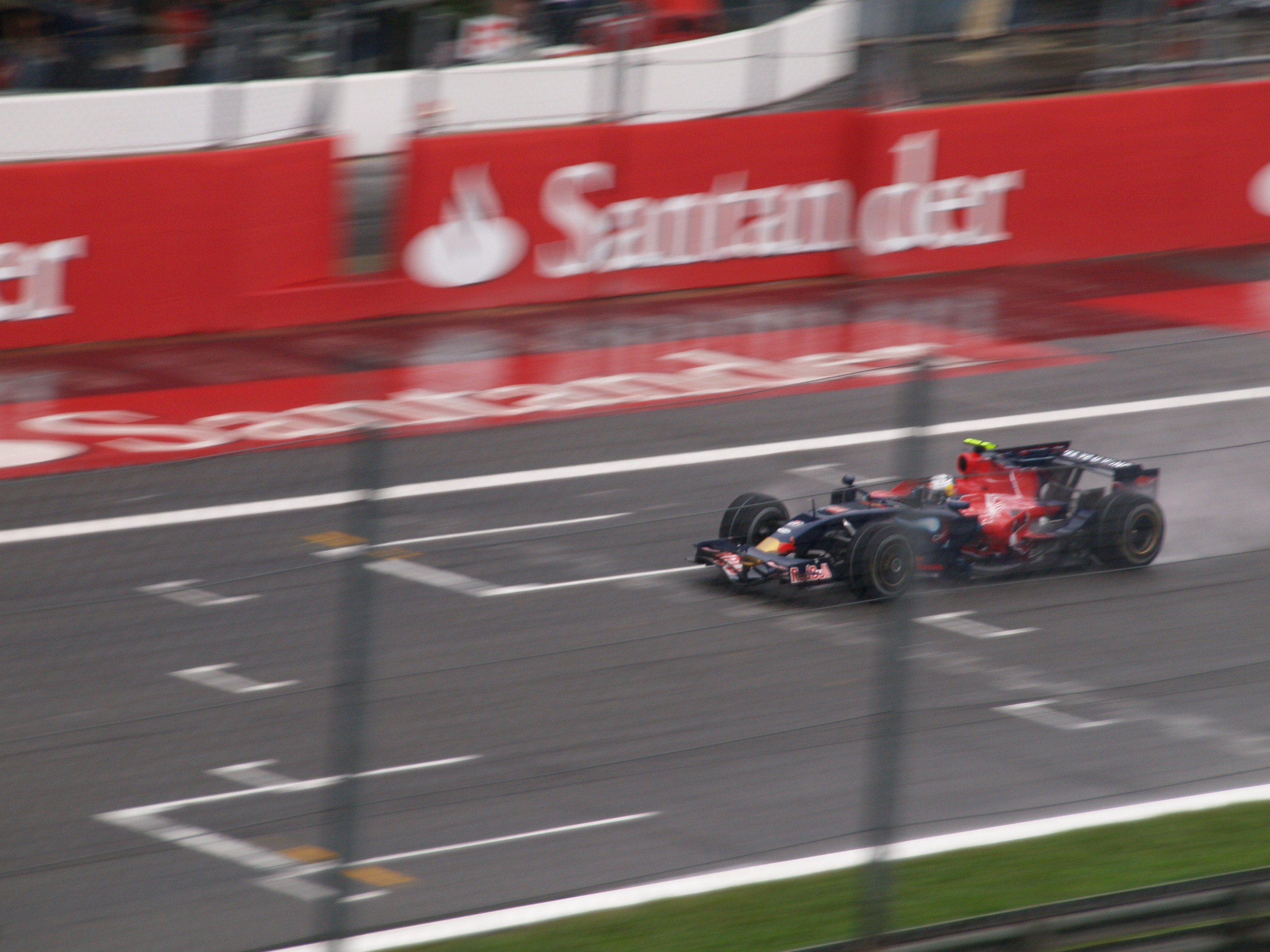
Феттель на Гран-при Италии 2008 года, где он одержал первую победу в карьере.

Партнёром по команде в 2008 году стал опытный француз, четырёхкратный чемпион Champ Car Себастьен Бурде. Машина STR2B была совершенно неконкурентоспособной, в большинстве гонок на ней Себастьян сошёл с дистанции. Ситуация резко переменилась с появлением в Toro Rosso новой машины STR3. В Монако Феттель завоевал на ней первые очки в сезоне, заняв пятое место. В следующем Гран-при в Канаде Феттель также попал в очковую зону, став восьмым. В дождевой квалификации Гран-при Италии Себастьяну удалось выиграть поул, и удержать лидерство на протяжении большей части гонки. Благодаря своей победе, Феттель стал самым молодым на тот момент победителем и обладателем поул-позиции в истории Формулы-1.

#### Red Bull

##### Сезон 2009

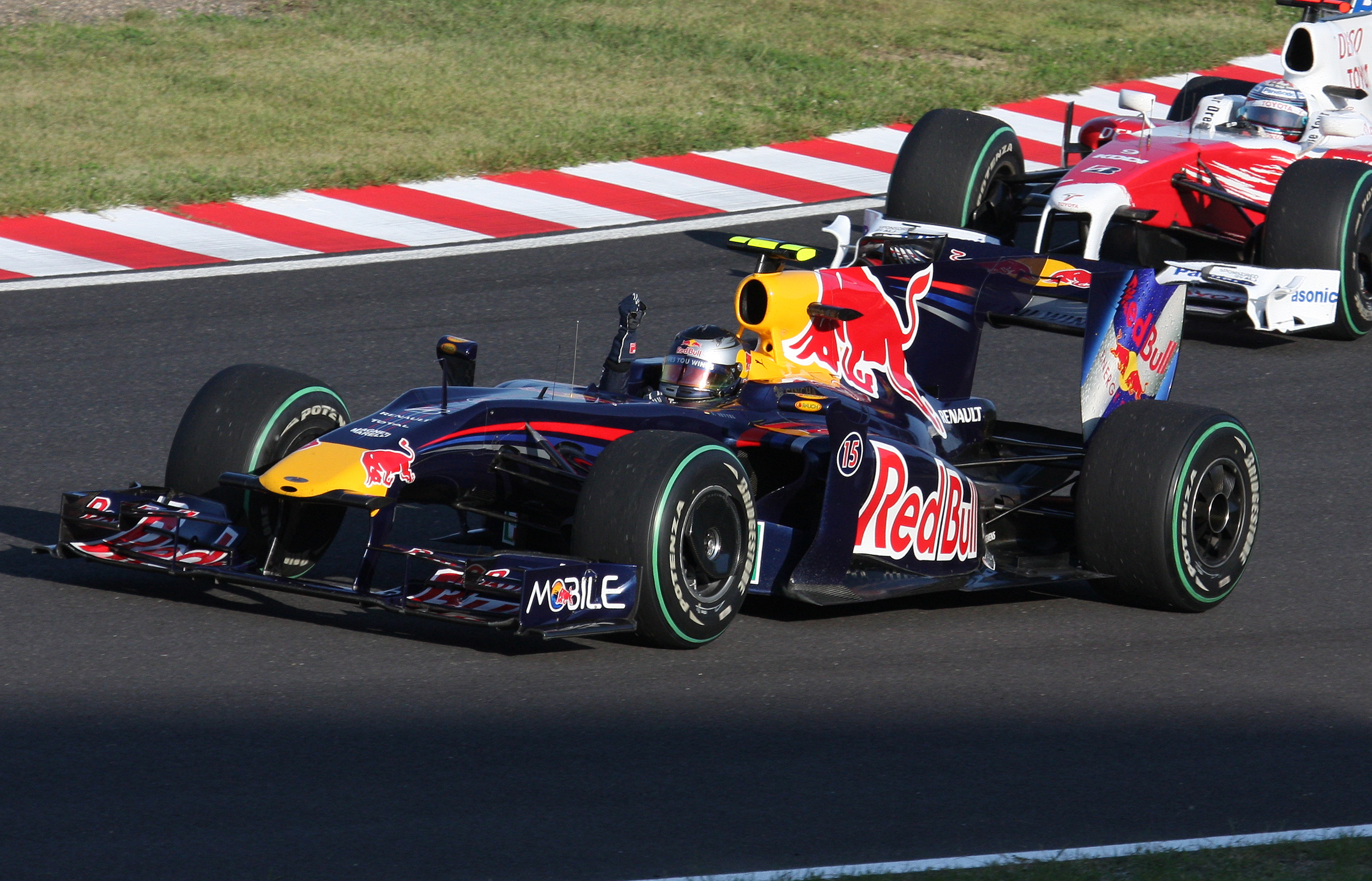
Феттель на Гран-при Японии 2009 года, где он одержал четвёртую победу в карьере

В 2009 году Феттель заменил в Red Bull ушедшего Дэвида Култхарда. На первом этапе в Австралии он стартовал третьим после доминировавшей в тот уик-энд команды Brawn. После заминки на старте Рубенса Баррикелло, большую часть гонки он провёл на втором месте вслед за другим пилотом Brawn Дженсоном Баттоном. Но за три круга до финиша в борьбе за второе место с Робертом Кубицей произошло столкновение и они оба сошли. После гонки Себастьян Феттель принёс извинения BMW и лично Кубице. После гонки стало известно, что Феттель потеряет 10 мест на стартовой решётке Гран-при Малайзии из-за этого инцидента. В Малайзии он квалифицировался третьим, и из-за штрафа откатился на 13-е место на старте. До ливня он шёл восьмым, как только тот начался — Себастьян поехал в боксы за дождевым составом, однако в седьмом повороте произошёл разворот и заглох мотор. Позднее оказалось, что не сработала система, не позволяющая мотору заглохнуть. На последних секундах квалификации Гран-при Китая заработал свой второй поул (первый для команды Red Bull). Днём позднее он принёс первую победу для команды в дождевой гонке и в итоге стал самым молодым обладателем первых побед в Гран-при за две разные команды. В Бахрейне Феттель квалифицировался третьим, старт он проиграл Хэмилтону и Баттону, но за счёт большего количества топлива пересидел соперников и финишировал вторым. На Гран-при Испании он практически взял поул, но на последних секундах квалификации его время перекрыл Баттон. Старт и гонку снова испортил пилот с KERS, на этот раз — Фелипе Масса. Себастьян провёл за ним практически всю гонку, пока у Массы начались проблемы с количеством топлива и он пропустил Феттеля. В итоге Феттель финишировал четвёртым. В Монако состоялся дебют болида с двойным диффузором, но особых успехов он не принёс: квалифицировался Феттель четвёртым, в гонке его преследовали технические проблемы и завершил он гонку у отбойника. В Турции Феттель впервые с Гран-при Китая заработал поул-позицию, но не смог реализовать своё преимущество в гонке, совершив ошибку на первом же круге гонки и пропустив вперёд Баттона, а из-за ошибочной стратегии трёх пит-стопов также отдал позицию напарнику Марку Уэбберу, в итоге приехав на третье место. В Сильверстоуне, Себастьян впервые в карьере добился хет-трика (поул, победа и быстрый круг). На домашней гонке в Германии, Феттель большую часть уик-энда уступал своему напарнику и в квалификации и в гонке, приехав вторым, тем самым обеспечив второй дубль для своей команды подряд. На этапе в Венгрии Феттель квалифицировался вторым. На первом круге гонки немец столкнулся с Кими Райкконеном и завершил гонку из-за поломки левой передней подвески. На субботней практике Гран-при Европы у немца взорвался мотор, и перед квалификацией, где Феттель квалифицировался четвёртым, он был заменён. Старт гонки Феттель проиграл Райкконену и после первого пит-стопа сошёл из-за повторившихся проблем с мотором. В Спа немец стартовал восьмым, а финишировал третьим, показав лучший круг в гонке. В Монце Red Bull был неконкурентоспособен. Феттель стартовал 9-м, а финишировал 8-м. В Сингапуре Феттель квалифицировался вторым, а в гонке был наказан проездом по пит-лейн за превышение после пит-стопа скорости на пит-лейн и финишировал четвёртым. В Японии немец полностью доминировал и выиграл гонку, стартовав с поула и пролидировав все 53 круга. В Бразилии он плохо квалифицировался (16-м), но в гонке прорвался на 4 место. На первом в истории Формулы-1 Гран-при Абу-Даби Феттель квалифицировался вторым, на старте сохранил позицию, а на 21-м круге вышел в лидеры после того, как лидировавший Льюис Хэмилтон сошёл с дистанции из-за проблем с тормозами. Феттель выиграл гонку и стал на тот момент самым молодым вице-чемпионом мира.

##### Сезон 2010
21 августа 2009 года было объявлено, что Red Bull и Феттель продлили контракт до конца сезона 2011 года.
Сезон 2010 года начался для Феттеля неровно. В трёх из первых четырёх гонок он стартовал с поула, но выиграть смог только Гран-при Малайзии. В Бахрейне ему помешала техническая неисправность, в Австралии — вылет из-за неисправности тормозов, в Китае неудачная тактика под дождём отбросила его вглубь пелотона. В Барселоне проблемы с тормозами вынудили его совершить лишний пит-стоп. После второго места в Монако Феттель вышел на второе место в чемпионате. В Турции сломанный стабилизатор не позволил немцу показать чистый круг в решающий момент квалификации. Во время гонки Феттель попал в аварию при попытке обогнать за лидерство своего партнёра, Марка Уэббера и в очередной раз не финишировал.
На Гран-при Канады Феттель квалифицировался третьим, но после полученного Марком Уэббером штрафа за внеплановую замену коробки передач стартовал вторым. Износ резины на этой трассе был сумасшедшим. И Уэббер, и Феттель стартовали на жёсткой резине, в надежде, что им удастся отыгрывать позиции. Но этого не произошло. А ближе к концу гонки у немца возникли проблемы с машиной и он приехал на финиш четвёртым.
На Гран-при Европы Феттель завоевал свой четвёртый поул в сезоне, опередив Уэббера на 0,075 с. Феттель лидировал на протяжении всей дистанции и одержал свою вторую победу в сезоне.
На одной из тренировок перед Гран-при Великобритании Феттель сломал одно из двух привезённых на эту гонку передних антикрыльев новой версии (по одному для каждого из пилотов). Однако команда сняла с машины Уэббера и установила Феттелю второй экземпляр, поставив Уэбберу старую версию антикрыла. Немец завоевал пятый поул в сезоне, но на старте он пропустил своего партнёра по команде, а также проколол заднюю правую шину об Льюиса Хэмилтона. Удачно перестроенная стратегия и пейс-кар помогли Феттелю догнать пелотон и в конце гонки совершить пару обгонов, благодаря которым Феттель финишировал седьмым.
На своем домашнем Гран-при Феттель завоевал шестой поул в сезоне, опередив Алонсо на 0,002 с. Но снова Феттель провалил старт, и на протяжении всей гонки держался третьим, позади обоих болидов Феррари.
На Гран-при Венгрии Феттель завоевал свой четвёртый подряд поул. Он хорошо стартовал и уверенно отрывался от соперников. Но после выезда на трассу пейс-кара всё его преимущество исчезло. А во время рестарта Себастьян превысил отставание от машины безопасности на 10 корпусов машины и через несколько кругов судьи наказали его проездом по пит-лейн. Немец вернулся на трассу третьим, позади Алонсо, так и не обогнав его.
В Бельгии Феттель квалифицировался четвёртым. На старте он остался четвёртым, а через несколько кругов поднялся на третью позицию. Затем Себастьян долго преследовал Дженсона Баттона, и, когда приблизился к нему на расстояние атаки, не удержал машину на торможении и протаранил Баттона. За это немца наказали проездом по пит-лейн. После вынужденного пит-стопа он откатился на десятую позицию. Через пару кругов Феттель догнал Льюцци и попробовал его обогнать в том же месте, что и Баттона. Но попытка обгона опять завершилась контактом. Немец проколол себе левое заднее колесо об крыло Льюции. Второй вынужденный пит-стоп откинул его в хвост пелотона. Финишировал Феттель пятнадцатым.
На Гран-при Италии Феттель квалифицировался шестым. После старта он откатился на седьмую позицию, но команда, избрав агрессивную стратегию с пит-стопом на последнем круге, помогла Себастьяну подняться на четвёртое место.
На Гран-при Сингапура немец квалифицировался вторым. На протяжении всей дистанции преследовал Фернандо Алонсо, но так и финишировал позади него на второй позиции.
Феттель вернулся на поул спустя три гонки на Гран-при Японии. Феттель уверенно провёл эту гонку и одержал свою третью победу в сезоне.
Феттель завоевал девятый поул на Гран-при Кореи. Гонка проходила при очень сложных погодных условиях. Несмотря на это, Феттель уверенно проводил гонку, но за 10 кругов до финиша сошёл из-за отказа двигателя.
В Бразилии Феттель квалифицировался вторым. На старте он вырвался в лидеры. На протяжении всей гонки Себастьян не подпускал к себе соперников и одержал четвёртую в сезоне победу. Победный дубль команды Ред Булл означал, что она стала обладателем Кубка Конструкторов.
Перед Гран-при Абу-Даби Феттель отставал в личном зачёте от Уэббера на 7 очков, а от Алонсо на 15. Себастьян завоевал десятый поул-позишн в сезоне. На старте он отбил атаку Хэмилтона и сохранил лидерство. В то же время Алонсо и Уэббер занимали четвёртое и пятое место. Оба этих гонщика совершили ранние пит-стопы и вернулись во второй десяток. На середине дистанции пит-стопы совершили и лидеры. Себастьян остался на первом месте, а вот Алонсо и Уэббер застряли позади Виталия Петрова, который совершил пит-стоп на первом круге. Феттель одержал свою пятую победу в сезоне, а Алонсо с Уэббером финишировали седьмым и восьмым. Это означало, что Себастьян Феттель стал самым молодым Чемпионом Мира в истории.
Феттель придумал традицию давать своим машинам женские имена. Шасси, на котором он выступал в начале сезона, получило имя «Сладкая Лиза», а во второй половине сезона Феттель пилотировал «Распутную Мэнди». «Сладкая Лиза» во второй половине сезона перешла к Марку Уэбберу.

##### Сезон 2011
Первая гонка сезона — Гран-при Австралии — прошла в полном доминировании Феттеля, который за явным преимуществом выиграл сначала квалификацию, а затем без особой борьбы победил и в гонке, опередив пришедшего вторым Хэмильтона на 22 секунды, причём по ходу уик-энда Себ столкнулся с проблемами в работе KERS и выступал без него. Защита титула продолжилась в Малайзии, где немец также победил. Впервые победу одержал другой гонщик в третьей гонке — Гран-при Китая (победил Льюис Хэмилтон). Большую часть гонки Феттель лидировал, уступив на последних кругах, когда возникли проблемы с шинами и плохо работала связь с командой. Несмотря на это, преимущество Феттеля в чемпионате после трёх гонок сезона оставалось весьма комфортным — 21 очко.
Гран-при Турции начался для действующего чемпиона мира неудачно — он имел очень мало времени для практики из-за аварии в первой сессии пятничных свободных заездов. Несмотря на это, немец завоевал четвёртый поул в сезоне и победил в гонке, увеличив преимущество над британцем до 34 очков. На следующем Гран-при ИспанииФеттель впервые не победил в квалификации, но снова одержал победу в гонке, опередив Хэмильтона всего на 0,6 секунды, несмотря на то, что имел дело с частично неисправным KERS. В следующие выходные, в Монако, Феттель выиграл квалификации со вторым временем в истории этой великой трассы. Гонка была тяжёлой, но после появления машины безопасности немец смог превратить неудачи в победу, первую на этой трассе в своей карьере.
В Канаде Феттель взял шестой поул в сезоне, из семи гонок. Феттель смог удержать лидерство с самого старта гонки, и начинал отрываться. Но после дождя выехала машина безопасности (всего за гонку — шесть раз, это рекорд), и каждый раз разрывы сокращались. После последнего рестарта Дженсон Баттон, ехавший на более свежем комплекте покрышек, начал давление на немецкого пилота на последних кругах, и на самом последнем смог его обогнать. Феттель пришёл к финишу вторым и опережал теперь уже Баттона в зачёте пилотов на 60 очков. На Гран-при Европы, Международная Автомобильная Федерация ввела запрет на доработку моторов по ходу сезона. По мнению СМИ, это была попытка помешать Феттелю доминировать в чемпионате и вернуть в чемпионат интригу. Однако же это не возымело на чемпиона никакого действия, и он выиграл квалификацию с лучшим временем в истории трека. Он доминировал в гонке и завоевал первый в сезоне хет-трик.
27 августа впервые в Бельгии завоевал поул. На следующий день он впервые победил на трассе в Спа, а по количеству завоёванных очков превзошёл прошлогодний показатель, хотя до конца сезона ещё 7 гонок.
До Гран-при Италии все поул-позиции в сезоне 2011 года доставались гонщикам Red Bull, и многие считали, что именно в Монце у соперников появится шанс прервать эту серию, так как характеристики трассы традиционно не слишком подходили машинам австрийской команды: до 2011 года лучшим результатом Red Bull в Монце было 3 место в квалификации (Марк Уэббер, 2008 год) и 4 место на финише (Себастьян Феттель, 2010 год).
Несмотря на подобные прогнозы, Феттель показал лучшие результаты во второй пятничной сессии и субботней тренировке. В финале квалификации Себастьян возглавил протокол, однако, по его словам, допустил ошибку на своём быстром круге, после чего в команде приняли решение проехать ещё один. Кроме этого, в команде предполагали, что на втором круге шины сработают лучше. Расчёт команды оправдался, на последних секундах немецкий гонщик улучшил собственный результат, завоевав 10-ю в сезоне и 25-ю в карьере поул-позицию с преимуществом в полсекунды над Льюисом Хэмилтоном. Поул-позиция оказалась неожиданной не только для самого гонщика и его команды, но и для соперников. При анализе квалификации было высказано предположение, что Себастьян добился такого результата за счёт нестандартного для этой трассы выбора передаточных чисел: гонщик предпочёл более короткие передаточные числа, чем соперники. Также Себастьяну косвенно помогло то, что во время финальной попытки перед ним ехали несколько соперников — в Монце это помогает разогнаться.
Старт Гран-при стал не самым удачным для гонщика: Себастьян Феттель пропустил на первое место отыгравшего три позиции Алонсо, но удержался на втором месте. На первом круге на трассу выехал автомобиль безопасности: на старте Гран-при в первом повороте случилась массовая авария с участием Петрова (Renault), Росберга (Mercedes), Баррикелло (Williams) и Льюцци (HRT). После рестарта гонки, на пятом круге Феттель обогнал Фернандо Алонсо в повороте Curva Grande и вернул лидерство. После обгона Феттель быстро создал отрыв, и к моменту первых пит-стопов лидирующих гонщиков его преимущество над шедшим на второй позиции Алонсо выросло до десяти секунд, на 21-м круге гонщик Red Bull посетил боксы и смог сохранить лидерство. В финальной фазе гонки Себастьян снизил обороты двигателя, нагрузку на KERS и коробку передач, но, несмотря на это, одержал 8-ю в сезоне и 18-ю в карьере победу на трассе, где в 2008 году выиграл свою первую гонку в Формуле-1, выступая за Toro Rosso. Победа в Гран-при Италии стала 18-й для немецкого гонщика, столько же побед завоевал за свою формульную карьеру Кими Райкконен. Подиум для Себастьяна Феттеля стал 31-м по счёту, по этому показателю он сравнялся с Джеком Брэбемом.
В Сингапуре Феттель снова доминировал. Он стартовал с поула и, пролидировав всю гонку, впервые выиграл на трассе Марина-Бей.
9 октября 2011 года на Гран-при Японии получил второй чемпионский титул в возрасте 24 лет 98 дней, став самым молодым двукратным чемпионом мира.
На первом в истории Гран-при Индии Себастьян Феттель, впервые за карьеру, завоевал большой шлем — стартовав с поул-позиции, он лидировал от старта до финиша, установил лучший круг и одержал победу. Феттель стал самым молодым обладателем большого шлема в истории, завоевав его в возрасте 24 лет и 119 дней. До этого самым молодым обладателем был Айртон Сенна (Гран-при Португалии 1985 года, 25 лет и 34 дня). Подиум на Гран-при Индии стал для Себастьяна 35-м по счёту, он сравнялся по этому показателю с Хуаном-Мануэлем Фанхио и Эмерсоном Фиттипальди.
Также на Гран-при Индии Себастьян Феттель побил рекорд Найджела Мэнселла по числу кругов лидирования за сезон (в сезоне 1992 года Мэнселл лидировал 692 круга, тогда как после индийского Гран-при на счету Феттеля уже 711 кругов лидирования). Гонщик также повторил два рекордных достижения: рекорд Михаэля Шумахера по числу Гран-при, в которых гонщик лидировал по ходу одного сезона (Михаэль лидировал в 16 Гран-при в 2004 году) и рекорд по числу стартов с первого ряда в отдельном сезоне (аналогичный результат, 16 стартов, показывали Айртон Сенна в 1989, Ален Прост в 1993 и Деймон Хилл в 1996 годах). В Абу-Даби Феттель впервые в сезоне сошёл, победа досталась Льюису Хэмильтону.
В квалификации Гран-при Бразилии побил рекорд Найджела Мэнселла по количеству поулов за сезон — 15 против 14 у британца в 1992 году. Правда, Найджеллу понадобилось на три гонки меньше, и в процентном отношении он остался впереди (88 % против 79 % у Себастьяна). В самой гонке финишировал вторым, позади партнёра по команде Марка Уэббера, впервые победившего в сезоне. При этом немец испытывал проблемы с коробкой передач.
Итоги сезона: 11 побед в 19 гонках (58 %), 15 поулов (рекорд), 18 стартов с первого ряда (рекорд), 739 кругов лидирования (рекорд), 3795,73 км лидирования (рекорд), 17 подиумов (повторил рекорд Шумахера 2002 года), 392 очка (рекорд), 122 очка отрыва от вице-чемпиона (рекорд), 19 гонок в качестве лидера чемпионата (рекорд), 9 дублей (повторил рекорд Мэнселла 1992 года), 18 финишей (повторил рекорды Монтейру, Хайдфельда, Алонсо, Массы и Уэббера). Самый быстрый поул Феттель установил в Бразилии, проехав круг за 1:11,918, по средней скорости самым быстрым был его поул в Монце — 253,476 км/ч.

##### Сезон 2012
В первой гонке сезона Феттель выступил не столь успешно, как в прошлые годы: квалифицировался он шестым, но в гонке все же смог прорваться на вторую ступеньку подиума. Второй гоночный уик-энд вообще не принёс никаких дивидендов. Себастьян квалифицировался также как и в Мельбурне — шестым. А финишировал и вовсе вне очковой зоны — 11-м. В Китае он стартовал 11-м и финишировал пятым. Первая победа в сезоне пришла в Бахрейне. Себастьян взял поул и выиграл гонку, установив лучший круг. В Барселоне он квалифицировался седьмым, но стартовал шестым, так как победитель квалификации — пилот Mclaren Льюис Хэмилтон — был исключён из протокола за недовес болида. В гонке Феттель также приехал шестым.
В Монако он весь уик-энд уступал по скорости своему напарнику Марку Уэбберу. Квалификация прошла невзрачно — 10 место, которое из-за штрафа пилота Williams Пастора Мальдонадо трансформировалось в девятое. Однако в гонке благодаря более позднему, чем у остальных, пит-стопу он прорвался на 4-е место, на котором и финишировал. В Монреале он взял поул, но после первого пит-стопа оказался позади Макларена Льюиса Хэмилтона и Феррари Фернандо Алонсо. А затем тактическую ошибку совершила команда, решившая доехать до финиша на старом комплекте резины (то же самое решили и в Феррари для Алонсо). Хэмилтон же, второй раз побывав в боксах, быстро догнал пару Алонсо-Феттель, без труда их прошёл и выиграл гонку. Себа всё же зазвали на второй пит-стоп, а Алонсо решил ехать без остановок. В итоге немец догнал испанца, прошёл его и финишировал четвёртым. В Валенсии он уверенно взял поул. На старте сохранил лидерство, потом оторвался от ближайшего преследователя на 20 секунд, но затем начались проблемы. Сначала после столкновения в глубине пелотона Хейкки Ковалайнена и Жан-Эрика Верня на трассе появился пейс-кар, уничтоживший гигантский отрыв, а затем после рестарта на 33-м круге Феттель неожиданно сошёл из-за проблем с генератором.
На следующей гонке квалифицировался четвёртым, а в гонке приехал на нижнюю ступеньку подиума. На родном Хоккенхаймринге он квалифицировался вторым, позади Алонсо, в гонке после второго пит-стопа пропустил на второе место Mclaren Дженсона Баттона. За пару кругов до финиша прошёл британца в повороте «Шпилька», однако при этом выехал всеми четырьмя колёсами за пределы трассы. За этот неправомерный обгон к итоговому времени немца стюарды прибавили 20 секунд, что отбросило его со второго места на пятое. На Хунгароринге Феттель стартовал третьим, а финишировал четвёртым. В Спа он плохо квалифицировался (11 место), но из за штрафа своего партнёра по команде Марка Уэббера за смену коробки передач стартовал 10-м. Однако в гонке за счёт сэкономленного пит-стопа смог финишировать на втором месте.
Разочаровывающимся для Феттеля и его команды стал следующий этап в Монце. По ходу квалификации Red Bull много уступал и Mclaren, и Ferrari. Квалифицировался Себастьян шестым, но из-за штрафа Пола ди Ресты за смену коробки передач стартовал пятым. А в гонке сначала он получил штраф в виде проезда по пит-лейн за то, что, обороняясь от атаки Фернандо Алонсо практически выдавил испанца с трассы в повороте «Курва Гранде». А за шесть кругов до финиша и вовсе сошёл из-за повторившихся со времён Валенсии проблем с генератором.
Однако затем для него наступили светлые времена. В Сингапуре он по большей части доминировал на свободных заездах. Тем удивителен факт, что он квалифицировался третьим. Однако на старте Себастьян вырвался на второе место, долгое время шёл за обладателем поула Льюисом Хэмилтоном, а на 23-м круге вырвался в лидеры после того, как Хэмилтон сошёл из-за проблем с коробкой передач. Эта победа стала второй у Феттеля в нынешнем сезоне, второй подряд в Сингапуре, двадцать третьей в его карьере и позволила немцу сократить отставание в чемпионате от Фернандо Алонсо до 29 очков. На следующем Гран-при Феттель был неудержим. Он выиграл третью гонку в сезоне, третью на Судзуке, вторую подряд в сезоне и оформил второй в карьере (после Гран-при Индии 2011 года) большой шлем — выиграл с поула, показал быстрейший круг в гонке и лидировал от старта до финиша, никому не уступая даже на пит-стопах. С учётом того, что лидировавший в чемпионате Алонсо сошёл на старте гонки, отрыв испанца в чемпионате сократился до четырёх очков.
В Корее он также доминировал весь уик-энд, но в самый решающий момент проиграл поул-позицию напарнику по команде Марку Уэбберу. На старте он прошёл Уэббера и уверенно победил в гонке, а Red Bull стал первой командой в чемпионате, оформившей дубль. Эта победа стала для Феттеля 25-й в карьере, четвёртой в сезоне, третьей в сезоне подряд, второй подряд в Корее и позволила ему стать лидером чемпионата. В Индии Феттель снова доминировал и выиграл с поула, пролидировав все 60 кругов. Для Себастьяна Феттеля эта победа стала пятой в сезоне и четвёртой подряд, кроме того он повторил достижение Айртона Сенны 1989 года, лидируя в трёх гонках подряд от старта до финиша. Он увеличил отрыв в чемпионате от Алонсо на 13 очков.
В Абу-Даби Феттель в квалификации долго боролся с McLaren Льюиса Хэмилтона. Но всё же проиграл британцу не только поул, но и второе место своему напарнику Уэбберу. Однако на круге возвращения в боксы команда попросила, чтобы немец остановил машину прямо на трассе. Позже выяснилось, что причина остановки — малое количество топлива в баке. Согласно регламенту, пилот должен своим ходом доехать до боксов, а болид должен пройти процедуру взвешивания. За недовес болида стюарды аннулировали квалификационный результат Феттеля и в итоге он должен был стартовать последним 24-м. Эта ситуация напомнила ситуацию с Льюисом Хэмилтоном в квалификации Гран-при Испании. Но команда Red Bull приняла решение нарушить режим закрытого парка и Феттель стартовал с пит-лейн. В сумасшедшей гонке немец смог прорваться на третье место. Алонсо финишировал вторым и сократил отставание от Феттеля до 10 очков.
В США, казалось, что Феттель неудержим. Он выиграл все свободные практики и все три сегмента квалификации. В гонке долго лидировал, но на 42-м круге его догнал Льюис Хэмилтон и прошёл немца. В итоге Феттель финишировал вторым и увеличил отрыв в чемпионате от финишировавшего третьим в гонке Алонсо до 13 очков. Финишировав шестым при втором месте Алонсо, Феттель в Бразилии стал самым молодым трёхкратным чемпионом мира.

##### Сезон 2013
В первой гонке сезона 2013 Феттель завоевал поул, но финишировал 3-м. На Гран-при Малайзии он снова взял поул, но затем из-за неудачной тактики оказался позади напарника, Марка Уэббера. От руководства команды поступило указание перевести двигатель в щадящий режим и обоим гонщикам команды — сохранять позиции, которая не была выполнена Феттелем — он атаковал напарника, и после жёсткой борьбы вышел в лидеры и выиграл. После гонки Себастьян в интервью признал ошибочность своего поведения и принёс извинения команде и напарнику. В команде и ранее случались нарушения приказов команды, например, на Гран-при Великобритании-2011 года Уэббер атаковал Феттеля в нарушение приказов команды, но атаки не увенчались успехом.
В Китае он стартовал 9-м и финишировал в шаге от подиума. В Бахрейне, квалифицировавшись вторым, одержал победу (28-ю в карьере, 2-ю в сезоне, 2-ю подряд в Бахрейне) и установил лучший круг в гонке. В Испании немец стартовал 3-м и финишировал 4-м. В Монако он стартовал 3-м и финишировал 2-м. В Канаде, стартовав с 1-й позиции, уверенно выиграл гонку. 11 июня 2013 года Феттель продлил контракт с «Red Bull» до конца 2015 года.
В Сильверстоуне он квалифицировался 3-м, на старте отыграл одну позицию, после прокола у лидировавшего Льюиса Хэмилтона вышел в лидеры и, казалось, уже ничто не мешает ему выиграть гонку, но за 12 кругов до финиша он сошёл из-за поломки коробки передач. Зато на Нюрбургринге одержал 30-ю победу в карьере и первую на родине. В Венгрии он стартовал 2-м и финишировал 3-м. В Бельгии одержал 5-ю победу в сезоне и 2-ю в Спа. 6-ю победу в сезоне он одержал в Италии с поула. Это его 32-я виктория в карьере и 3-я в Монце. В Сингапуре и Корее завоевал большой шлем. В Японии выиграл за счёт меньшего количества пит-стопов, чем у конкурентов. Победив на Гран-при Индии, Феттель досрочно завоевал 4-й титул. В Абу-Даби повторил рекорд Михаэля Шумахера, выиграв 7-ю гонку подряд в одном сезоне. Побил этот рекорд на Гран-при США. На Гран-при Бразилии новоиспечённый чемпион побил рекорд — девять побед подряд в одном сезоне и повторил рекорд Михаэля Шумахера 2004 года — тринадцать побед в рамках одного сезона.

##### Сезон 2014
Изменения регламента сезона 2014 сильно ударили по «Ред Буллу». Уже на тестах команда столкнулись с проблемой надёжности новых двигателей «Рено». В первой же гонке сезона Феттель квалифицировался неудачно из-за проблем с программным обеспечением мотора (13-м) и сошёл уже на 4-м круге вслед за Льюисом Хэмилтоном. В Малайзии он финишировал 3-м, вслед за двумя Мерседесами. В Бахрейне квалифицировался 11-м, из-за штрафа напарника Риккардо стартовал 10-м и финишировал 6-м. В Китае он снова проиграл напарнику, финишировав 5-м. В Испании по ходу 3-го сегмента квалификации у него отказала коробка передач, из-за чего он квалифицировался 10-м, но позже из-за её замены его оштрафовали на 5 позиций на старте. Однако в гонке ему удалось прорваться на 4 место. В Монако он квалифицировался 4-м, на старте вырвался на 3-е место, но из-за аварии Серхио Переса на трассе появилась машина безопасности, а после рестарта у Феттеля пропала мощность двигателя и он сошёл с дистанции. В Канаде он стартовал и финишировал 3-м, однако в Шпильберге Ред Булл был слаб. Феттель стартовал лишь 12-м, а уже на 1-м круге у него снова возникли проблемы с двигателем. Он потерял целый круг. Позже, пытаясь обогнать Эстебана Гутьерреса сломал переднее крыло и через пару кругов после его замены команда попросила его сойти с дистанции. Это уже 3-й сход Феттеля за 8 первых гонок сезона. В Великобритании он квалифицировался 2-м, но провалил старт и после долгой борьбы с Фернандо Алонсо финишировал 5-м. В Германии стартовал 6-м и финишировал 4-м. В Венгрии финишировал 7-м, причём в середине дистанции его развернуло на выходе из последнего поворота, и он едва не врезался в стену. В Бельгии стартовал 3-м и финишировал 5-м. В Италии стартовал 8-м и финишировал 6-м. В Сингапуре стартовал 4-м и финишировал 2-м.
Во время Гран-при Японии было объявлено, что Себастьян уходит из команды в конце сезона. Позже Кристиан Хорнер признался, что Феттель подписал контракт с Феррари. В квалификации показал 9 время. Однако в дождевой гонке прорвался на 3 место. На 44-м круге из-за усиления дождя на трассе появилась машина безопасности, Феттель заехал в боксы и выехал оттуда 4-м позади Риккардо. Через 2 круга гонка была остановлена, и дирекция приняла решение не возобновлять её. Согласно правилам, в такой ситуации итоговый протокол гонки формируется за 2 круга до её остановки, а тогда Феттель был ещё 3-м. Итог — 3 место. В России он стартовал 10-м и финишировал 8-м. В США впервые в сезоне превысил лимит в 5 двигателей на сезон и должен был потерять 10 позиций на старте. Но команда решила заменить все элементы двигателя (блоки цилиндров, генераторы кинетической энергии и т. д.) из-за чего Феттель стартовал с пит-лейн. Несмотря на проблемы со сцеплением в 1-й части гонки, во 2-й части Феттель всё же смог прорваться на 7 место. В Бразилии немец стартовал 6-м и финишировал 5-м.
20 ноября Ferrari официально подтвердила подписание контракта с Феттелем. В последней гонке за Red Bull немец финишировал 8-м. Итог — 5 место в чемпионате.

#### Ferrari

##### Сезон 2015

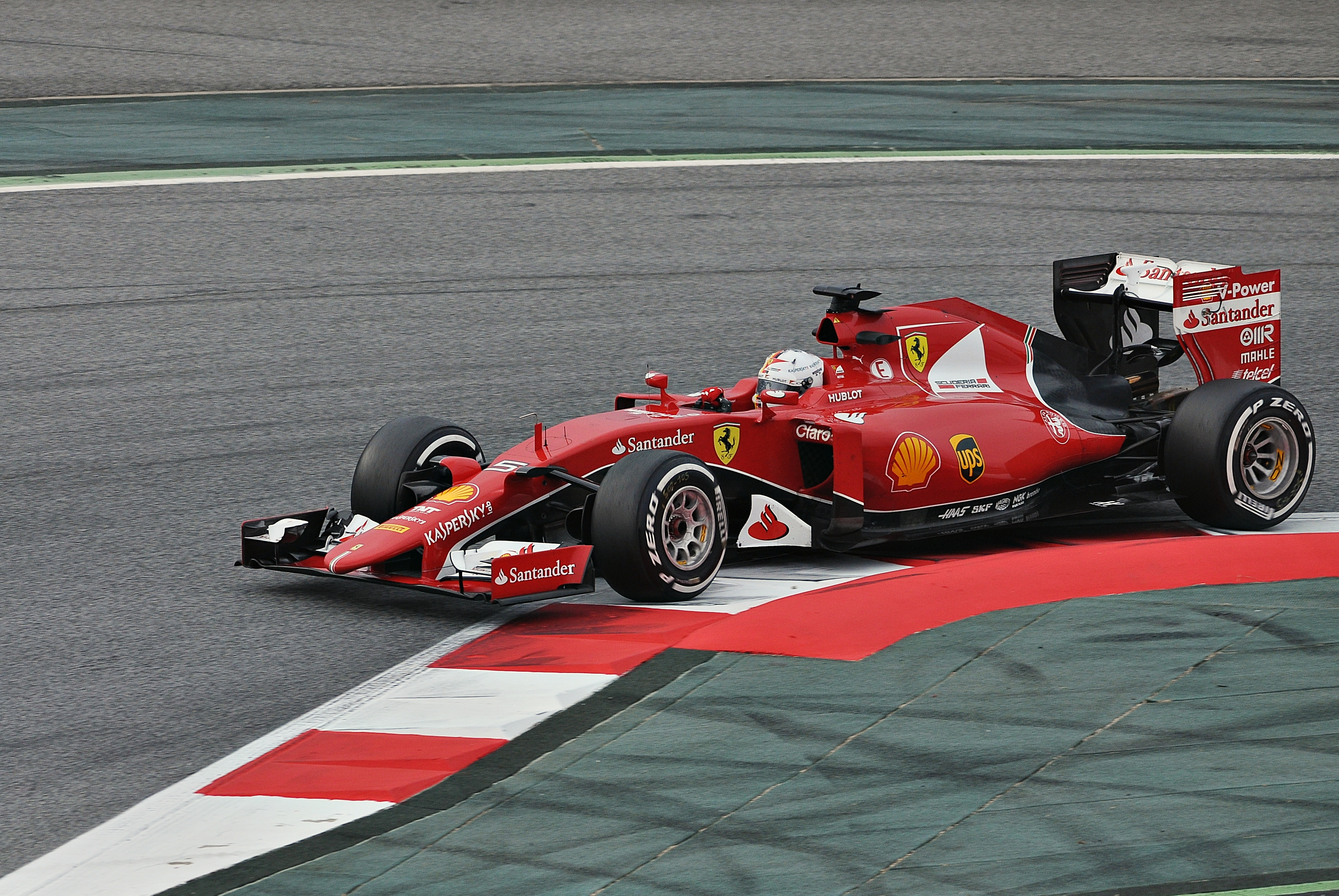
Феттель во время предсезонных тестов на автодроме Барселона-Каталунья дебютирует за Ferrari

В сезоне 2015 года Себастьян Феттель выступает за команду «Ferrari», заменив в ней двукратного чемпиона мира Фернандо Алонсо, перешедшего в McLaren.
Первую гонку в новой команде немец завершил на нижней ступеньке подиума. В квалификации в Малайзии в дождь опередил один из Мерседесов и стартовал со второй позиции, а в гонке совершил 2 пит-стопа против трёх у Мерседесов и одержал первую победу за Ferrari и четвёртую в Малайзии, став единоличным рекордсменом Сепанга. В Китае Феттель стартовал и финишировал 3-м. В Бахрейне стартовал 2-м, но в середине дистанции повредил носовой обтекатель и из-за лишнего пит-стопа финишировал 5-м. В Испании квалифицировался 3-м, на старте прошёл Хэмилтона, но в Мерседесе решили перейти на план Б — 3 пит-стопа у Льюиса против 2-х у Себастьяна. План Мерседеса сработал, и Хэмилтон вернул 2-ю позицию. Феттель финишировал 3-м. В Монако квалифицировался 3-м, а финишировал 2-м, так как за 14 кругов до финиша из-за аварии Макса Ферстаппена на трассу выехал автомобиль безопасности и лидировавший Хэмилтон совершил глупость, заехав на 2-й пит-стоп. Британец выехал 3-м позади Росберга и Феттеля. В таком порядке пилоты и финишировали. В Монреале из-за проблем с двигателем в квалификации вынужден был стартовать в хвосте пелотона, но прорвался на 5 место. В Австрии стартовал 3-м, но на пит-стопе ему долго прикручивали правое заднее колесо. Он потерял время и выехал 4-м позади Фелипе Массы, догнал его в конце, но пройти не успел. В Великобритании квалифицировался 6-м, на старте откатился на 9-место, однако в конце гонки пошёл дождь, и команда очень вовремя перевела его на промежуточную резину. Он вернулся на трассу 3-м, там же и финишировал. В Венгрии квалифицировался 3-м, но на старте прошёл 2 Мерседеса и одержал 2-ю победу в сезоне и 1-ю на Хунгароринге. В Бельгии квалифицировался лишь 8-м, за счёт одного пит-стопа прорвался на 3 место, однако на предпоследнем круге у него взорвалось правое заднее колесо и он сошёл. После гонки он обрушился с резкой критикой на производителя шин — компанию Pirelli.
В Италии немец стартовал 3-м и финишировал 2-м. В Сингапуре выиграл с поула, одержав 42-у в карьере, третью в сезоне и четвёртую в Сингапуре победу. В Японии стартовал 4-м и финишировал 3-м. В России квалифицировался 4-м, но не лучшим образом стартовал, откатившись на 5-место. После схода Нико Росберга по механическим причинам и 2-го рестарта, вызванного машинами безопасности прошёл Кими Райкконена, а затем отыграл ещё позицию во время пит-стопа и финишировал 2-м. В США из-за замены двигателя стартовал 13-м, а вгонке прорвался на 3-е место. В Мексике квалифицировался 3-м, но на старте проколол колесо в борьбе с Даниэлем Риккардо и откатился в хвост пелотона. Позже его прорыв в очковую зону закончился вылетом с трассы в «эсках» и сходом с дистанции. В Бразилии стартовал и финишировал 3-м, а в Абу-Даби из-за ошибки команды квалифицировался лишь 15-м, но в гонке прорвался на 4 место. Итог — 278 очков и третье место в личном зачёте.

##### Сезон 2016
В Австралии квалифицировался и финишировал 3-м. В Бахрейне снова квалифицировался 3-м, но на прогревочном круге перед гонкой на его болиде неожиданно сгорел мотор, и в итоге Феттель в гонке не стартовал. В Китае стартовал 4-м финишировал 2-м. В России стартовал из-за штрафа 7-м, но сошёл на 1-м круге.

##### Сезон 2017

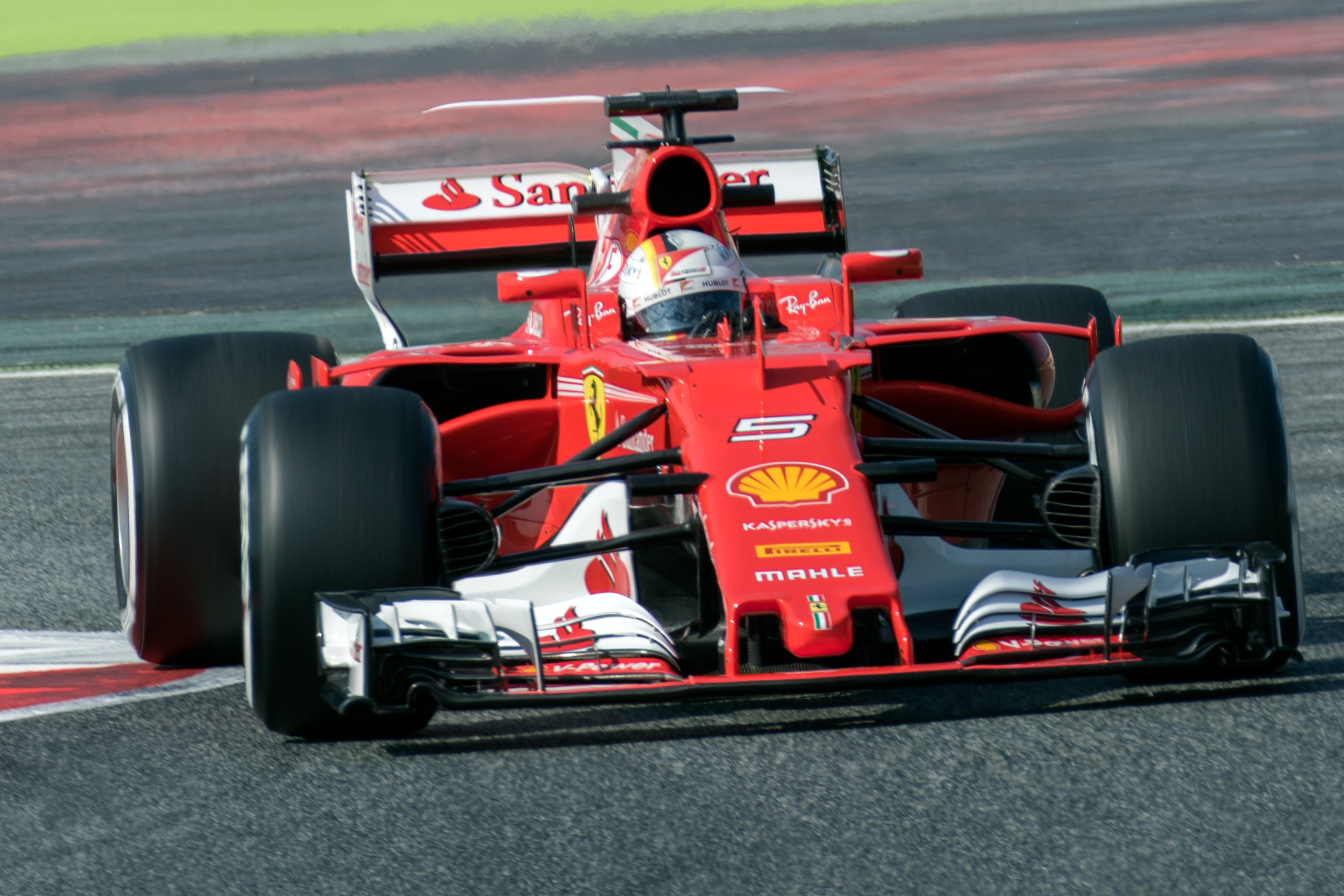
Феттель во время предсезонных тестов на Ferrari в 2017 году

В Австралии Себастьян Феттель занял второе место в квалификации, уступив первое место Льюису Хэмилтону, в гонке Феттель держался на второй позиции, позади Льюиса, но позже Хэмилтон заехал на пит-стоп — Себастьян вырвался на первую позицию. Когда Феттель выезжал с пит-лейна, Льюис оказался не только позади Феттеля, но и позади Макса Ферстаппена, который ещё не заезжал в боксы. После заездов на пит-стопы Боттаса и Райкконена, которые находились впереди Феттеля, а также и Макса Ферстаппена, Феттель и Хэмилтон оказались на первой и второй позициях соответственно. Сохранив свою первую позицию до финиша, Себастьян выиграл гонку. Это была первая победа для него и для Ferrari с Гран-при Сингапура 2015 года.
В Монако квалифицировался 2-м, после своего напарника по команде Кими Райкконена. В гонке до своего пит-стопа Райкконен лидировал, но потом он заехал в боксы, и Себастьян стал лидером. Феттель ехал на первой позиции несколько кругов, после чего тоже заехал в боксы, но выехал он впереди своего напарника. Феттель продержался на этой позиции до конца гонки и выиграл её, Райкконен приехал вторым. Это была первая победа на Гран-при Монако для команды Ferrari с Гран-при Монако 2001 года, также это был первый дубль для команды с Гран-при Германии 2010 года.
В Бельгии Себастьян квалифицировался вторым, держался на второй позиции за Льюисом Хэмилтоном до 29 круга, после чего, в результате инцидента с участием двух болидов Force India, выехала машина безопасности. Во время того, как машина безопасности была на трассе, Льюис и Себастьян заехали в боксы, Льюису поставили самый жёсткий из доступных на этом этапе комплект резины, Себастьяну же поставили самый мягкий. Но несмотря на преимущество по шинам, Феттель так и не догнал Хэмилтона, и финишировал на второй позиции.

##### Сезон 2018

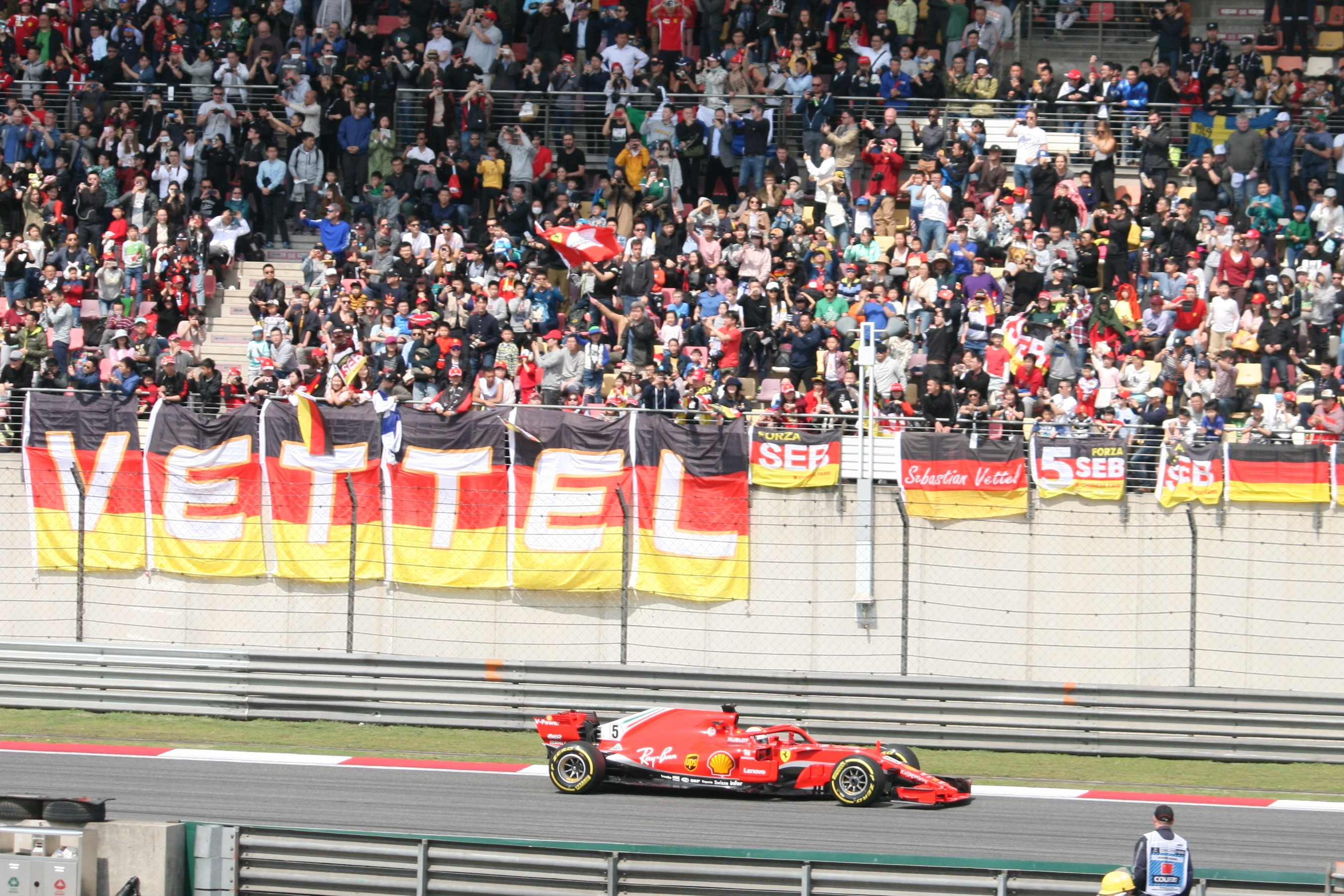
Феттель во время Гран-при Китая в 2018 году

Себастьян Феттель начал сезон 2018 года с победы в Мельбурне, став трёхкратным победителем Гран-при Австралии. Феттель стартовал третьим, однако в его пользу сработал двойной сход пилотов команды Haas, которые шли на 4 и 5 позиции, — Кевина Магнуссена и Ромена Грожана. Этот эпизод вызвал появление машины безопасности. Лидер гонки Льюис Хэмилтон к тому моменту уже совершил пит-стоп, а Феттель — нет, вследствие чего был выше Хэмилтона и удержал лидерство до самого финиша. Вторую гонку сезона, Гран-при Бахрейна, Феттель также выиграл при старте с поула.
Феттель стартовал с поула в двух следующих гонках в Китае и Азербайджане, однако более выигрышная тактика Mercedes всякий раз приводила к лидерству Валттери Боттаса. В Китае Феттель получил удар от прорывавшегося через пелотон Макса Ферстаппена и финишировал 8-м, в Азербайджане ошибся на торможении и финишировал 4-м. После Гран-при Азербайджана Себастьян Феттель утратил лидерство в чемпионате: первым стал победитель гонки в Баку Льюис Хэмилтон (Боттас также допустил ошибку, проколов колесо). В Испании Феттель также оказался вне подиума во многом благодаря тактической ошибке Ferrari. Стартовав третьим, он прошёл Валттери Боттаса в борьбе за второе место. Однако затем, когда из-за схода Эстебана Окона был введён режим виртуальной машины безопасности, Ferrari позвала Феттеля на пит-стоп, после которого он пропустил Боттаса, а также Макса Ферстаппена и финишировал 4-м. Выиграл гонку снова Хэмилтон, чьё преимущество над Феттелем после Гран-при Испании достигло 17 очков.
Феттель сократил отставание от Хэмилтона в Монако, заняв второе место (Хэмилтон пришёл третьим). В Канаде Себастьян Феттель стартовал с поула и одержал третью победу в сезоне. Хэмилтон финишировал только 5-м, в итоге Феттель снова стал лидером чемпионата. Но в Гран-при Франции ситуация была обратной: Хэмилтон выиграл гонку, а Феттель, столкнувшись с Боттасом и получив за это 5-секундный штраф, занял 5 место. Льюис Хэмилтон вновь возглавил таблицу личного зачёта.
Себастьян начинал Гран-при Австрии 2018 года с 6 места. Он квалифицировался третьим, но получил штраф в 3 позиции за блокировку Карлоса Сайнса в квалификации. Льюис Хэмилтон стартовал вторым, на старте прошёл Валттери Боттаса и возглавил гонку, но затем Боттас сошёл по техническим причинам. В режиме виртуальной безопасности Хэмилтон не совершил пит-стопа и в итоге переместился на 4-е место после своей остановки в боксах. Феттель прошёл его в борьбе уже за 3 место — Даниэль Риккардо остановился в боксах и вернулся пятым (впоследствии Риккардо сошёл). В конце гонки по механическим причинам сошёл и Хэмилтон. Феттель финишировал третьим и в очередной раз стал лидером чемпионата. В Гран-при Великобритании стартовал вторым вслед за Льюисом Хэмилтоном, но тот на первом круге получил удар от Кими Райкконена и откатился в хвост пелотона (финишировав в итоге 2-м), а Феттель одержал четвёртую победу в сезоне и 51-ю в карьере, сравнявшись по общему числу побед с Аленом Простом.
Правда, домашняя гонка для него станет просто кошмаром. По привычному сценарию, Феттель легко берёт поул-позицию в квалификации впереди Боттаса и Райкконена, в то время, как у Хэмилтона отказывает гидравлика и британец стартует только 14-м. Спокойно удерживав лидерство в гонке на протяжении большей её части, на 48-м круге Феттель наежзает на поребрик, в результате чего он теряет часть переднего антикрыла, а также его автомобиль лишается часть прижимной силы. Катастрофа для лидера чемпионата будет на 53-м круге, когда Себастьян разобьёт машину в предпоследнем повороте трассы. После его схода и автомобиля безопасности, Кими и Валттери заежают на пит-стоп, в то время как Хэмилтон нет. В конце после 67 кругов, Льюис одерживает победу несмотря на то, что в начале 2-го круга он был только 15-м. В итоге, ошибка Феттеля обошлась немцу в 32 очка, так как Хэмилтон мог финишировать без ошибки Себастьяна только вторым.

##### Сезон 2019
Феттель начинал первый Гран-при сезона, квалифицировавшись 3-м и опередив своего молодого напарника Шарля Леклера, перешедшего в «Феррари» из «Альфа Ромео», в гонке уступил позицию Максу Ферстаппену и финишировал 4-м. На Гран-при Бахрейна квалифицировался 2-м, но из-за собственной ошибки сумел финишировать только на 5-й позиции. Квалифицировавшись 3-м позади двух болидов «Мерседес», Себастьян закончил юбилейный Гран-при Китая на нижней ступени пьедестала. Стартовав с 3-й позиции, Феттель закончил Бакинский Гран-при на 3-м месте. В Испании, стартовав 3-м, Феттель уступил позицию Ферстаппену и закончил гонку 4-м.
В июле 2019 года Себастьян Феттель, стартуя на Гран-при Германии 20-м, сумел прорваться на 2-е место.
Всего в сезоне 2019 года Феттель провёл 21 гонку и в них 9 раз поднимался на подиум, но победить сумел лишь однажды — в Сингапуре.

##### Сезон 2020
Из-за эпидемии COVID-19 старт сезона был сдвинут на июль 2020 года. Но уже перед началом сезона Себастьян Феттель объявил о том, что сезон 2020 станет его последним сезоном в Ferrari. В начале сентября было объявлено о переходе Феттеля в Рейсинг Поинт (с 2021 года — Астон Мартин). За сезон 2020 Феттель набрал лишь 33 очка, став тринадцатым в личном зачёте, имея в активе лишь один подиум — на Гран-при Турции.

#### Aston Martin (2021—2022)

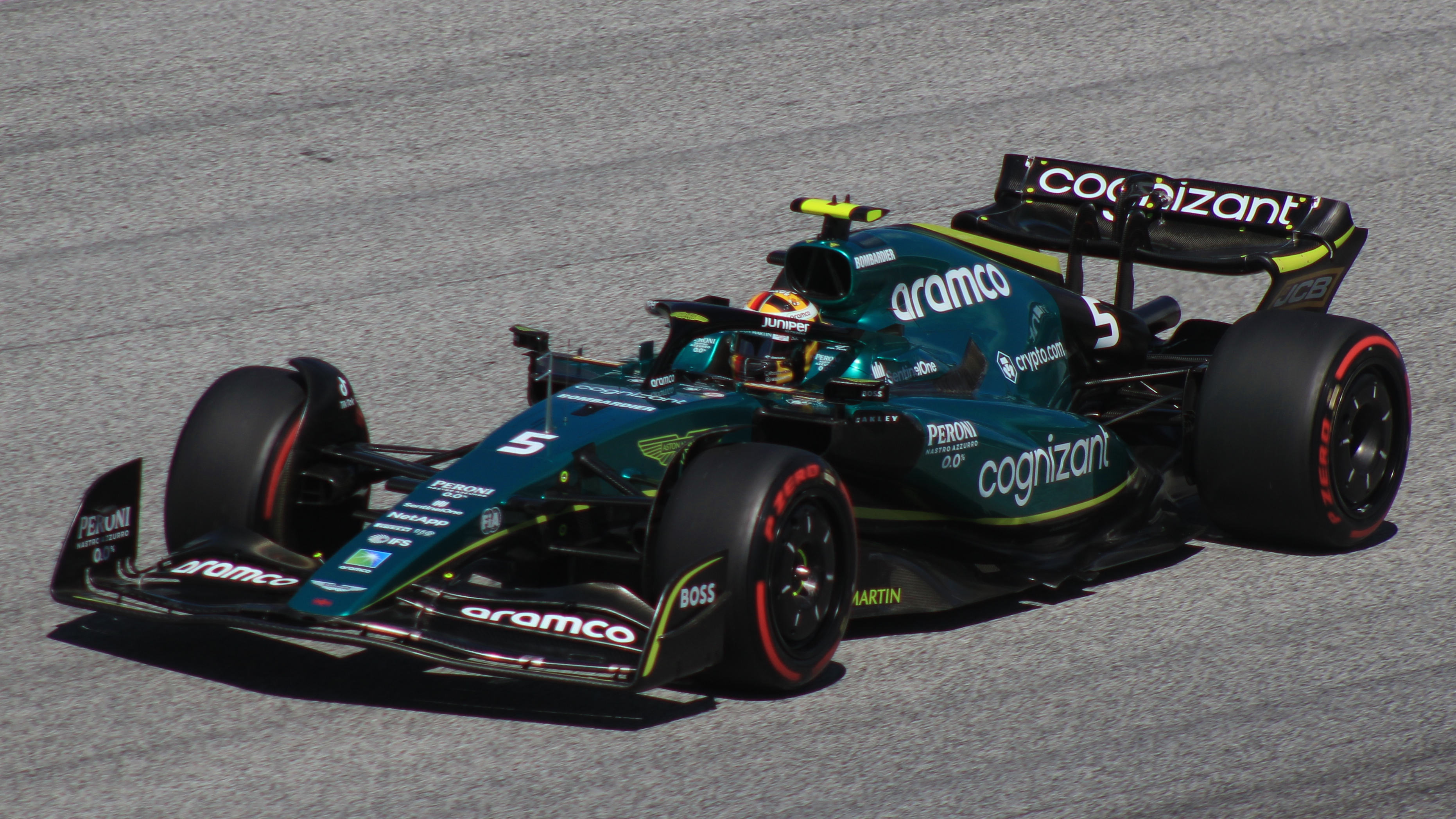
Феттель во время Гран-при Австрии в 2022 году

Феттель присоединился к Aston Martin в сезоне 2021 года, заменив Серхио Переса. В свой дебютный гоночный уик-энд в Бахрейне он был оштрафован потерей пяти позиций на старте гонки за превышение скорости под жёлтыми флагами, из-за чего стартовал последним. Хотя Феттель хорошо начал заезд, он столкнулся с Эстебаном Оконом, за что был оштрафован на 10 секунд, и в итоге финишировал на 15-м месте. Он также получил пять штрафных баллов в суперлицензию. Руководитель команды Aston Martin Отмар Сафнауэр не выразил беспокойства, объяснив результаты Феттеля тем, что машина сильно отличается от Ferrari, отсутствием кругов у Феттеля за рулем болида на предсезонных тестах и очень впечатляющим стартом в гонке. В пятой гонке сезона Феттель набрал свои первые очки для команды, заняв пятое место в Монако. На следующей гонке, Гран-при Азербайджана, он завоевал первый подиум для Aston Martin, заняв второе место. Феттель также финишировал вторым в Венгрии, но позже был дисквалифицирован, поскольку его машина не смогла предоставить требуемую пробу топлива объёмом один литр. Он закончил сезон на 12-м месте в зачете пилотов, опередив напарника Лэнса Стролла. В течение сезона Феттель совершил 132 обгона — больше всех остальных гонщиков — и получил награду Overtake Award.
Феттель пропустил первые две гонки сезона 2022 года в Бахрейне и Саудовской Аравии из-за положительного теста на COVID-19; его заменил резервный пилот Aston Martin Нико Хюлькенберг. 28 июля 2022 в своём только что зарегистрированном аккаунте Instagram Феттель выложил видео, где объявил, что покинет Формулу-1 по окончании сезона 2022.

### Гонка чемпионов
Феттель семь раз участвовал в Гонке чемпионов, представляя команду Германии вместе с Михаэлем Шумахером (2007—2012) и Нико Хюлькенбергом (2015). Феттель и Шумахер каждый раз выигрывали Кубок Наций после захватывающих финалов (2007—2012). Феттель выигрывал у четырёх победителей гонки чемпионов — Ковалайнена, Гронхольма, Ожье и Култхарда, а в 2015 году сам завоевал титул Чемпиона чемпионов.

## Результаты выступлений

### Статистика
| Сезон | Серия               | Команда                               | Старты | Победы | Поулы | БК | Подиумы | Очки | Место |
| ----- | ------------------- | ------------------------------------- | ------ | ------ | ----- | -- | ------- | ---- | ----- |
| 2003  | Формула-БМВ ADAC    | Eifelland Racing                      | 19     | 5      | 5     | 4  | 12      | 216  | 2     |
| 2004  | Формула-БМВ ADAC    | ADAC Berlin-Brandenburg               | 20     | 18     | 14    | 13 | 20      | 387  | 1     |
| 2005  | Евросерия Формулы-3 | ASL Mücke Motorsport                  | 20     | 0      | 0     | 1  | 5       | 57   | 5     |
| 2005  | Формула-3 Мастерс   | ASL Mücke Motorsport                  | 1      | 0      | 0     | 0  | 0       | -    | 11    |
| 2005  | Испанская Формула-3 | Racing Engineering                    | 1      | 0      | 0     | 0  | 1       | 8    | 15    |
| 2005  | Гран-при Макао      | ASM F3                                | 1      | 0      | 0     | 0  | 1       | -    | 3     |
| 2006  | Евросерия Формулы-3 | ASM Formule 3                         | 20     | 4      | 1     | 5  | 9       | 75   | 2     |
| 2006  | Гран-при Макао      | ASM Formule 3                         | 1      | 0      | 0     | 0  | 0       | -    | 1     |
| 2006  | Формула-Рено 3.5    | Carlin Motorsport                     | 3      | 1      | 1     | 0  | 2       | 28   | 15    |
| 2006  | Формула-3 Мастерс   | ASL Mücke Motorsport                  | 1      | 0      | 0     | 0  | 0       | -    | 1     |
| 2007  | Формула-Рено 3.5    | Carlin Motorsport                     | 7      | 1      | 1     | 1  | 4       | 74   | 5     |
| 2007  | Формула-1           | BMW Sauber F1 Team                    | 1      | 0      | 0     | 0  | 0       | 6    | 14    |
| 2007  | Формула-1           | Scuderia Toro Rosso                   | 7      | 0      | 0     | 0  | 0       | 6    | 14    |
| 2008  | Формула-1           | Scuderia Toro Rosso                   | 18     | 1      | 1     | 0  | 1       | 35   | 8     |
| 2009  | Формула-1           | Red Bull Racing                       | 17     | 4      | 4     | 3  | 8       | 84   | 2     |
| 2010  | Формула-1           | Red Bull Racing                       | 19     | 5      | 10    | 3  | 10      | 256  | 1     |
| 2011  | Формула-1           | Red Bull Racing                       | 19     | 11     | 15    | 3  | 17      | 392  | 1     |
| 2012  | Формула-1           | Red Bull Racing                       | 20     | 5      | 6     | 6  | 10      | 281  | 1     |
| 2013  | Формула-1           | Infiniti Red Bull Racing              | 19     | 13     | 9     | 7  | 16      | 397  | 1     |
| 2014  | Формула-1           | Infiniti Red Bull Racing              | 19     | 0      | 0     | 2  | 4       | 167  | 5     |
| 2015  | Формула-1           | Scuderia Ferrari                      | 19     | 3      | 1     | 1  | 13      | 278  | 3     |
| 2016  | Формула-1           | Scuderia Ferrari                      | 21     | 0      | 0     | 3  | 7       | 212  | 4     |
| 2017  | Формула-1           | Scuderia Ferrari                      | 20     | 5      | 4     | 5  | 13      | 317  | 2     |
| 2018  | Формула-1           | Scuderia Ferrari                      | 21     | 5      | 5     | 1  | 7       | 320  | 2     |
| 2019  | Формула-1           | Scuderia Ferrari                      | 21     | 1      | 2     | 2  | 9       | 240  | 5     |
| 2020  | Формула-1           | Scuderia Ferrari                      | 17     | 0      | 0     | 0  | 1       | 33   | 13    |
| 2021  | Формула-1           | Aston Martin Cognizant F1 Team        | 22     | 0      | 0     | 0  | 1       | 43   | 12    |
| 2022  | Формула-1           | Aston Martin Aramco Cognizant F1 Team | 20     | 0      | 0     | 0  | 0       | 37   | 12    |

### Результаты выступлений в Формуле-1
| Легенда к таблице |                                                                    |
| --- | ------------------------------------------------------------------ |
| В таблице перечислены результаты всех Гран-при Формулы-1, в которых принимал участие гонщик. Строками таблицы являются сезоны, столбцами — этапы чемпионата мира. В каждой клетке указаны сокращённое название этапа и результат, дополнительно обозначенный цветом. Расшифровка обозначений и цветов представлена в нижеследующей таблице. |                                                                    |
| \| Пример \| Описание \| \| ------------ \| ------------------------------------------------------------------ \| \| 1 \| Победитель \| \| 2 \| Второе место \| \| 3 \| Третье место \| \| 5 \| Финишировал, заработав очки \| \| Сход \| Не финишировал, но при этом заработал очки \| \| 12 \| Финишировал, не получив очков \| \| НКЛ \| Финишировал, но не попал в финальную классификацию \| \| 15 \| Участвовал вне зачёта, либо по отдельной классификации \| \| 18 \| Не финишировал, но попал в финальную классификацию \| \| Сход \| Не финишировал \| \| НКВ \| Не прошёл квалификацию \| \| НПКВ \| Не прошёл предквалификацию \| \| ДСК \| Дисквалифицирован \| \| ИСК \| Исключён из протокола соревнований \| \| ТТ \| Заявлен для участия только в тренировках \| \| НС \| Участвовал в квалификации, но не стартовал в гонке \| \| Т \| Травмирован или болен \| \| ОТК \| Отказ от участия \| \| НТР \| Прибыл на соревнования, но на трассу не выезжал \| \| НПР \| Был заявлен в числе участников, но не прибыл к началу соревнований \| \| О \| Соревнования отменены \| \| \| Не участвовал \| \| Поул-позиция \| \| \| Быстрый круг \| \| |                                                                    |
| Пример | Описание                                                           |
| 1 | Победитель                                                         |
| 2 | Второе место                                                       |
| 3 | Третье место                                                       |
| 5 | Финишировал, заработав очки                                        |
| Сход | Не финишировал, но при этом заработал очки                         |
| 12 | Финишировал, не получив очков                                      |
| НКЛ | Финишировал, но не попал в финальную классификацию                 |
| 15 | Участвовал вне зачёта, либо по отдельной классификации             |
| 18 | Не финишировал, но попал в финальную классификацию                 |
| Сход | Не финишировал                                                     |
| НКВ | Не прошёл квалификацию                                             |
| НПКВ | Не прошёл предквалификацию                                         |
| ДСК | Дисквалифицирован                                                  |
| ИСК | Исключён из протокола соревнований                                 |
| ТТ | Заявлен для участия только в тренировках                           |
| НС | Участвовал в квалификации, но не стартовал в гонке                 |
| Т | Травмирован или болен                                              |
| ОТК | Отказ от участия                                                   |
| НТР | Прибыл на соревнования, но на трассу не выезжал                    |
| НПР | Был заявлен в числе участников, но не прибыл к началу соревнований |
| О | Соревнования отменены                                              |
| | Не участвовал                                                      |
| Поул-позиция |                                                                    |
| Быстрый круг |                                                                    |

| Сезон | Команда                               | Шасси              | Двигатель                              | Ш | 1        | 2        | 3        | 4        | 5        | 6        | 7        | 8        | 9        | 10       | 11       | 12     | 13     | 14       | 15       | 16       | 17       | 18       | 19       | 20     | 21       | 22     | Место | Очки |
| ----- | ------------------------------------- | ------------------ | -------------------------------------- | - | -------- | -------- | -------- | -------- | -------- | -------- | -------- | -------- | -------- | -------- | -------- | ------ | ------ | -------- | -------- | -------- | -------- | -------- | -------- | ------ | -------- | ------ | ----- | ---- |
| 2006  | BMW Sauber F1 Team                    | BMW Sauber F1.06   | BMW P86 2,4 V8                         | M | БАХ      | МАЛ      | АВС      | САН      | ЕВР      | ИСП      | МОН      | ВЕЛ      | КАН      | США      | ФРА      | ГЕР    | ВЕН    | ТУР тест | ИТА тест | КИТ тест | ЯПО тест | БРА тест |          |        |          |        | —     | 0    |
| 2007  | BMW Sauber F1 Team                    | BMW Sauber F1.07   | BMW P86/7 2,4 V8                       | B | АВС тест | МАЛ тест | БАХ      | ИСП      | МОН      | КАН      | США 8    | ФРА      | ВЕЛ      | ЕВР      |          |        |        |          |          |          |          |          |          |        |          |        | 14    | 6    |
| 2007  | Scuderia Toro Rosso                   | Toro Rosso STR2    | Ferrari 056 2,4 V8                     | B |          |          |          |          |          |          |          |          |          |          | ВЕН 16   | ТУР 19 | ИТА 18 | БЕЛ Сход | ЯПО Сход | КИТ 4    | БРА Сход |          |          |        |          |        | 14    | 6    |
| 2008  | Scuderia Toro Rosso                   | Toro Rosso STR2B   | Ferrari 056 2,4 V8                     | B | АВС Сход | МАЛ Сход | БАХ Сход | ИСП Сход | ТУР 17   |          |          |          |          |          |          |        |        |          |          |          |          |          |          |        |          |        | 8     | 35   |
| 2008  | Scuderia Toro Rosso                   | Toro Rosso STR3    | Ferrari 056 2,4 V8                     | B |          |          |          |          |          | МОН 5    | КАН 8    | ФРА 12   | ВЕЛ Сход | ГЕР 8    | ВЕН Сход | ЕВР 6  | БЕЛ 5  | ИТА 1    | СИН 5    | ЯПО 6    | КИТ 9    | БРА 4    |          |        |          |        | 8     | 35   |
| 2009  | Red Bull Racing                       | Red Bull RB5       | Renault RS27 2,4 V8                    | B | АВС 13   | МАЛ 15   | КИТ 1    | БАХ 2    | ИСП 4    | МОН Сход | ТУР 3    | ВЕЛ 1    | ГЕР 2    | ВЕН Сход | ЕВР Сход | БЕЛ 3  | ИТА 8  | СИН 4    | ЯПО 1    | БРА 4    | АБУ 1    |          |          |        |          |        | 2     | 84   |
| 2010  | Red Bull Racing                       | Red Bull RB6       | Renault RS27 2,4 V8                    | B | БАХ 4    | АВС Сход | МАЛ 1    | КИТ 6    | ИСП 3    | МОН 2    | ТУР Сход | КАН 4    | ЕВР 1    | ВЕЛ 7    | ГЕР 3    | ВЕН 3  | БЕЛ 15 | ИТА 4    | СИН 2    | ЯПО 1    | КОР Сход | БРА 1    | АБУ 1    |        |          |        | 1     | 256  |
| 2011  | Red Bull Racing                       | Red Bull RB7       | Renault RS27 2,4 V8                    | P | АВС 1    | МАЛ 1    | КИТ 2    | ТУР 1    | ИСП 1    | МОН 1    | КАН 2    | ЕВР 1    | ВЕЛ 2    | ГЕР 4    | ВЕН 2    | БЕЛ 1  | ИТА 1  | СИН 1    | ЯПО 3    | КОР 1    | ИНД 1    | АБУ Сход | БРА 2    |        |          |        | 1     | 392  |
| 2012  | Red Bull Racing                       | Red Bull RB8       | Renault RS27 2,4 V8                    | P | АВС 2    | МАЛ 11   | КИТ 5    | БАХ 1    | ИСП 6    | МОН 4    | КАН 4    | ЕВР Сход | ВЕЛ 3    | ГЕР 5    | ВЕН 4    | БЕЛ 2  | ИТА 22 | СИН 1    | ЯПО 1    | КОР 1    | ИНД 1    | АБУ 3    | США 2    | БРА 6  |          |        | 1     | 281  |
| 2013  | Infiniti Red Bull Racing              | Red Bull RB9       | Renault RS27 2,4 V8                    | P | АВС 3    | МАЛ 1    | КИТ 4    | БАХ 1    | ИСП 4    | МОН 2    | КАН 1    | ВЕЛ Сход | ГЕР 1    | ВЕН 3    | БЕЛ 1    | ИТА 1  | СИН 1  | КОР 1    | ЯПО 1    | ИНД 1    | АБУ 1    | США 1    | БРА 1    |        |          |        | 1     | 397  |
| 2014  | Infiniti Red Bull Racing              | Red Bull RB10      | Renault RS27 1,6 V6                    | P | АВС Сход | МАЛ 3    | БАХ 6    | КИТ 5    | ИСП 4    | МОН Сход | КАН 3    | АВТ Сход | ВЕЛ 5    | ГЕР 4    | ВЕН 7    | БЕЛ 5  | ИТА 6  | СИН 2    | ЯПО 3    | РОС 8    | США 7    | БРА 5    | АБУ 8    |        |          |        | 5     | 167  |
| 2015  | Scuderia Ferrari                      | Ferrari SF15-T     | Ferrari 059/3 1,6 V6T                  | P | АВС 3    | МАЛ 1    | КИТ 3    | БАХ 5    | ИСП 3    | МОН 2    | КАН 5    | АВТ 4    | ВЕЛ 3    | ВЕН 1    | БЕЛ 12   | ИТА 2  | СИН 1  | ЯПО 3    | РОС 2    | США 3    | МЕК Сход | БРА 3    | АБУ 4    |        |          |        | 3     | 278  |
| 2016  | Scuderia Ferrari                      | Ferrari SF16-H     | Ferrari 059/5 1,6 V6T                  | P | АВС 3    | БАХ НС   | КИТ 2    | РОС Сход | ИСП 3    | МОН 4    | КАН 2    | ЕВР 2    | АВТ Сход | ВЕЛ 9    | ВЕН 4    | ГЕР 5  | БЕЛ 6  | ИТА 3    | СИН 5    | МАЛ Сход | ЯПО 4    | США 4    | МЕК 5    | БРА 5  | АБУ 3    |        | 4     | 212  |
| 2017  | Scuderia Ferrari                      | Ferrari SF70H      | Ferrari 062 1,6 V6T                    | P | АВС 1    | КИТ 2    | БАХ 1    | РОС 2    | ИСП 2    | МОН 1    | КАН 4    | АЗЕ 4    | АВТ 2    | ВЕЛ 7    | ВЕН 1    | БЕЛ 2  | ИТА 3  | СИН Сход | МАЛ 4    | ЯПО Сход | США 2    | МЕК 4    | БРА 1    | АБУ 3  |          |        | 2     | 317  |
| 2018  | Scuderia Ferrari                      | Ferrari SF71H      | Ferrari 062 EVO 1,6 V6T                | P | АВС 1    | БАХ 1    | КИТ 8    | АЗЕ 4    | ИСП 4    | МОН 2    | КАН 1    | ФРА 5    | АВТ 3    | ВЕЛ 1    | ГЕР Сход | ВЕН 2  | БЕЛ 1  | ИТА 4    | СИН 3    | РОС 3    | ЯПО 6    | США 4    | МЕК 2    | БРА 6  | АБУ 2    |        | 2     | 320  |
| 2019  | Scuderia Ferrari                      | Ferrari SF90       | Ferrari 1,6 V6T                        | P | АВС 4    | БАХ 5    | КИТ 3    | АЗЕ 3    | ИСП 4    | МОН 2    | КАН 2    | ФРА 5    | АВТ 4    | ВЕЛ 16   | ГЕР 2    | ВЕН 3  | БЕЛ 4  | ИТА 13   | СИН 1    | РОС Сход | ЯПО 2    | МЕК 2    | США Сход | БРА 17 | АБУ 5    |        | 5     | 240  |
| 2020  | Scuderia Ferrari                      | Ferrari SF1000     | Ferrari 065 1,6 V6T                    | P | АВТ 10   | ШТИ Сход | ВЕН 6    | ВЕЛ 10   | 70Л 12   | ИСП 7    | БЕЛ 13   | ИТА Сход | ТОС 10   | РОС 13   | АЙФ 11   | ПОР 10 | ЭМИ 12 | ТУР 3    | БАХ 13   | САХ 12   | АБУ 14   |          |          |        |          |        | 13    | 33   |
| 2021  | Aston Martin Cognizant F1 Team        | Aston Martin AMR21 | Mercedes M12 E Performance 1,6 V6 t    | P | БАХ 15   | ЭМИ 15   | ПОР 13   | ИСП 13   | МОН 5    | АЗЕ 2    | ФРА 9    | ШТИ 12   | АВТ 17   | ВЕЛ Сход | ВЕН ДСК  | БЕЛ 5  | НИД 13 | ИТА 12   | РОС 12   | ТУР 18   | США 10   | МЕХ 7    | САП 11   | КАТ 10 | САУ Сход | АБУ 11 | 12    | 43   |
| 2022  | Aston Martin Aramco Cognizant F1 Team | Aston Martin AMR21 | Mercedes F1 M13 E Performance 1,6 V6 t | P | БАХ      | САУ      | АВС Сход | ЭМИ 8    | МАЙ Сход | ИСП 11   | МОН 10   | АЗЕ 6    | КАН 12   | ВЕЛ 9    | АВТ 17   | ФРА 11 | ВЕН 10 | БЕЛ 8    | НИД 14   | ИТА Сход | СИН 8    | ЯПО 6    | США 8    | МЕХ 14 | САП 11   | АБУ 10 | 12    | 37   |

#### Победы в гонках Гран-при
| 2008 | Италия (Монца) |
| 2009 | Китай (Шанхай); Великобритания (Сильверстоун); Япония (Судзука); Абу-Даби (Яс Марина) |
| 2010 | Малайзия (Сепанг); Европа (Валенсия); Япония (Судзука); Бразилия (Интерлагос); Абу-Даби (Яс Марина) |
| 2011 | Австралия (Мельбурн); Малайзия (Сепанг); Турция (Стамбул); Испания (Каталунья); Монако (Монте-Карло); Европа (Валенсия); Бельгия (Спа-Франкоршам); Италия (Монца); Сингапур (Марина-Бей); Корея (Йонам); Индия (Великая Нойда)                                          |
| 2012 | Бахрейн (Сахир) ; Сингапур (Марина-Бей); Япония (Судзука); Корея (Йонам); Индия (Великая Нойда) |
| 2013 | Малайзия (Сепанг); Бахрейн (Сахир) ; Канада (Монреаль) ; Германия (Нюрбург) ; Бельгия (Спа-Франкоршам); Италия (Монца); Сингапур (Марина-Бей); Корея (Йонам); Япония (Судзука); Индия (Великая Нойда); Абу-Даби (Яс Марина); США (Трасса Америк); Бразилия (Интерлагос) |
| 2015 | Малайзия (Сепанг); Венгрия (Хунгароринг); Сингапур (Марина-Бей) |
| 2017 | Австралия (Мельбурн); Бахрейн (Сахир); Монако (Монте-Карло) Венгрия (Хунгароринг); Бразилия (Интерлагос) |
| 2018 | Австралия (Мельбурн); Бахрейн (Сахир); Канада (Монреаль) ; Великобритания (Сильверстоун); Бельгия (Спа-Франкоршам) |
| 2019 | Сингапур (Марина-Бей) |

### Комментарии
1. 1 2 3 4 5 6 7 8 9  Лидировал на каждом круге гонки.
2. 1 2 3 4  Завоевал «большой шлем»: стартовал с поул-позиции, лидировал на финише каждого круга гонки и победил, показав при этом быстрый круг.
3. ↑  В гонке пройдено менее 75% дистанции, поэтому начислена половина очков.